# 今井町

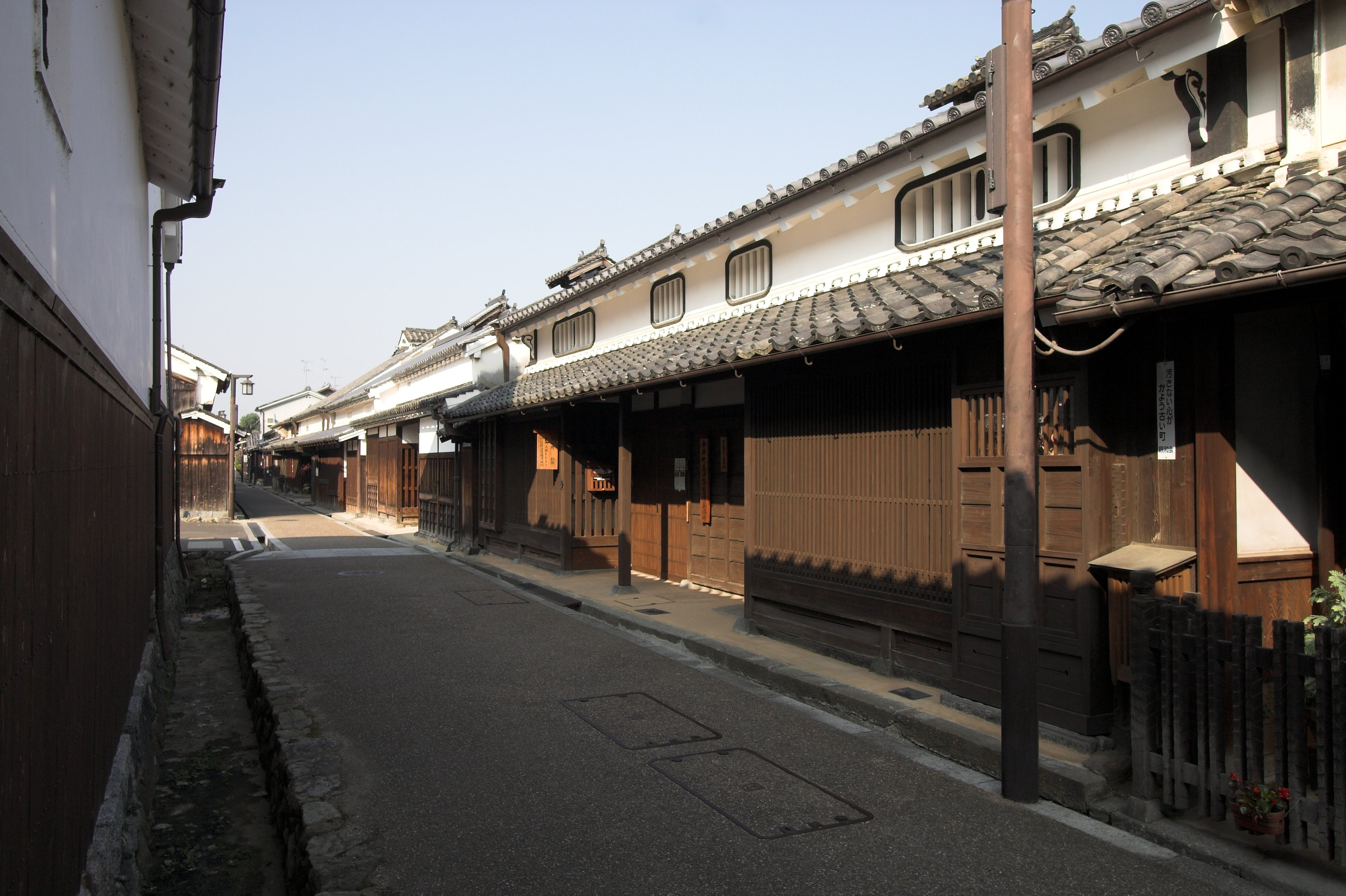
今井町の町並

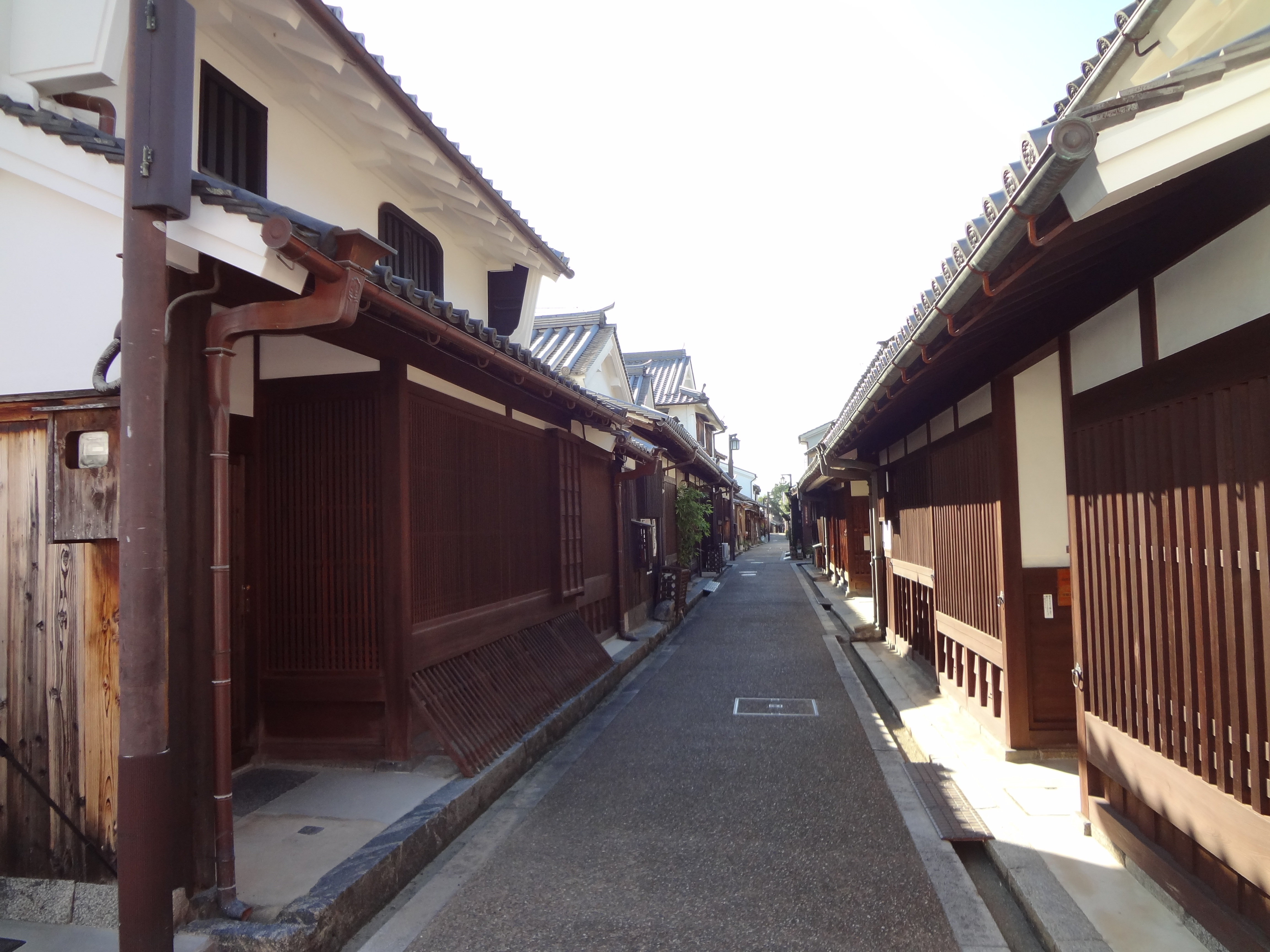
今井町の町並

今井町（いまいちょう）は、奈良県橿原市の中部に位置する地区で、1～4丁目からなる。戦国時代の寺内町が原型となり、全建物数約1500棟弱のうち、約500棟の伝統的建造物があり、全国で最も多い地区となっており、国の重要伝統的建造物群保存地区として選定されている。また、国の重要文化財が9件、県指定文化財が3件、市指定文化財が5件あり、2017年（平成29年）4月28日に日本遺産に認定された。

## 地理
奈良県橿原市の中部に位置する、東西約600m、南北約310mの地区である。北東部の1丁目、南東部の2丁目、南西部の3丁目、北西部の4丁目に分かれている。地形はおおむね平坦で、東を飛鳥川が北流している。北は小綱町（しょうこちょう）、西は五井町、南は四条町、東は兵部町および南八木町1丁目、北東は八木町1丁目（いずれも橿原市）と接している。

### 町の構造

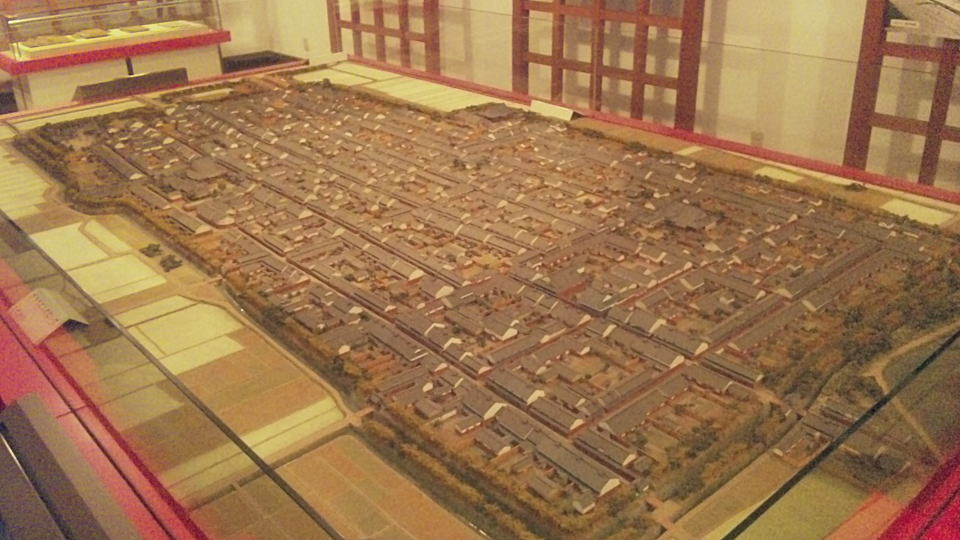
今井町域の復元模型

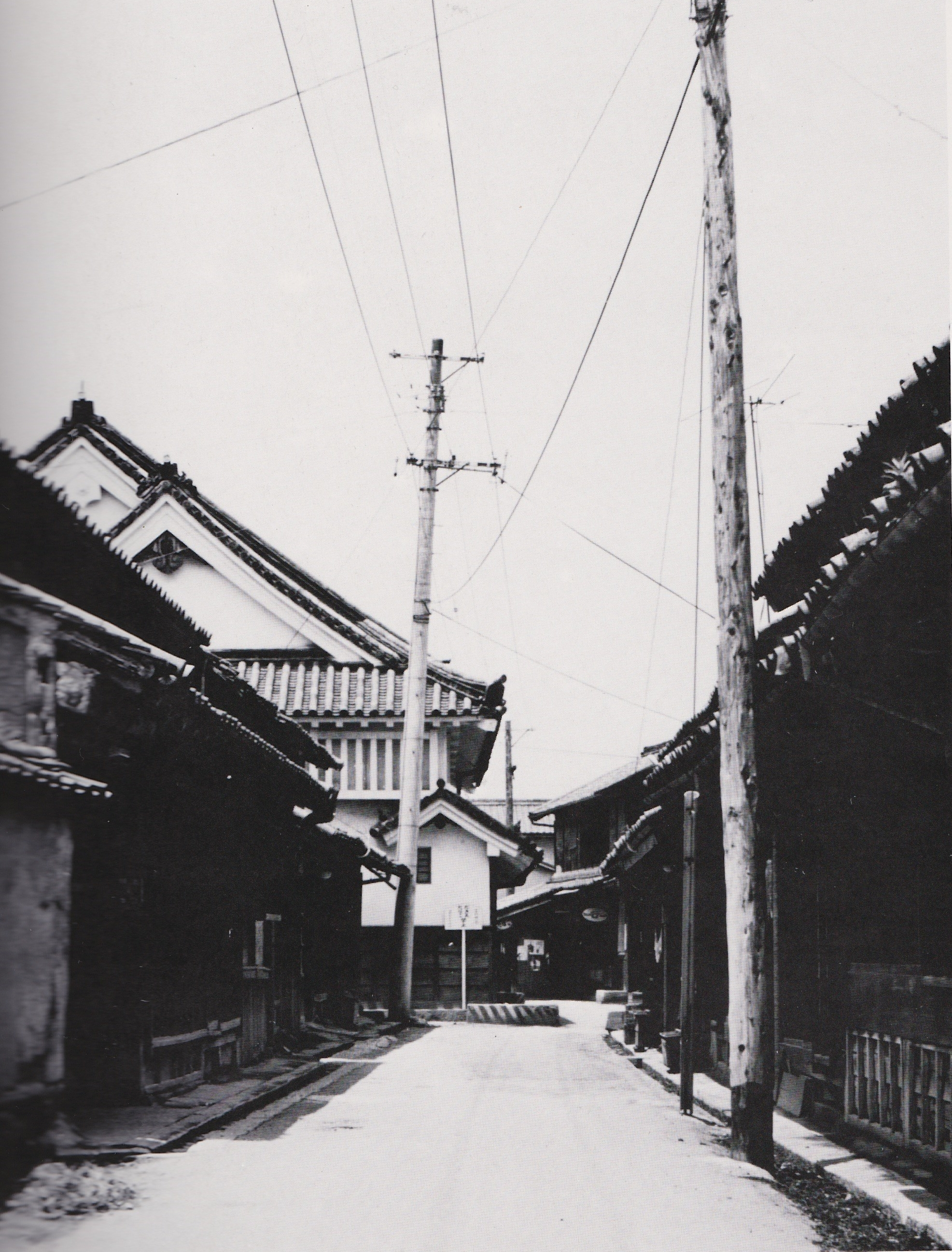
中街道 (下ツ道)の延長線上にある今井町本町筋

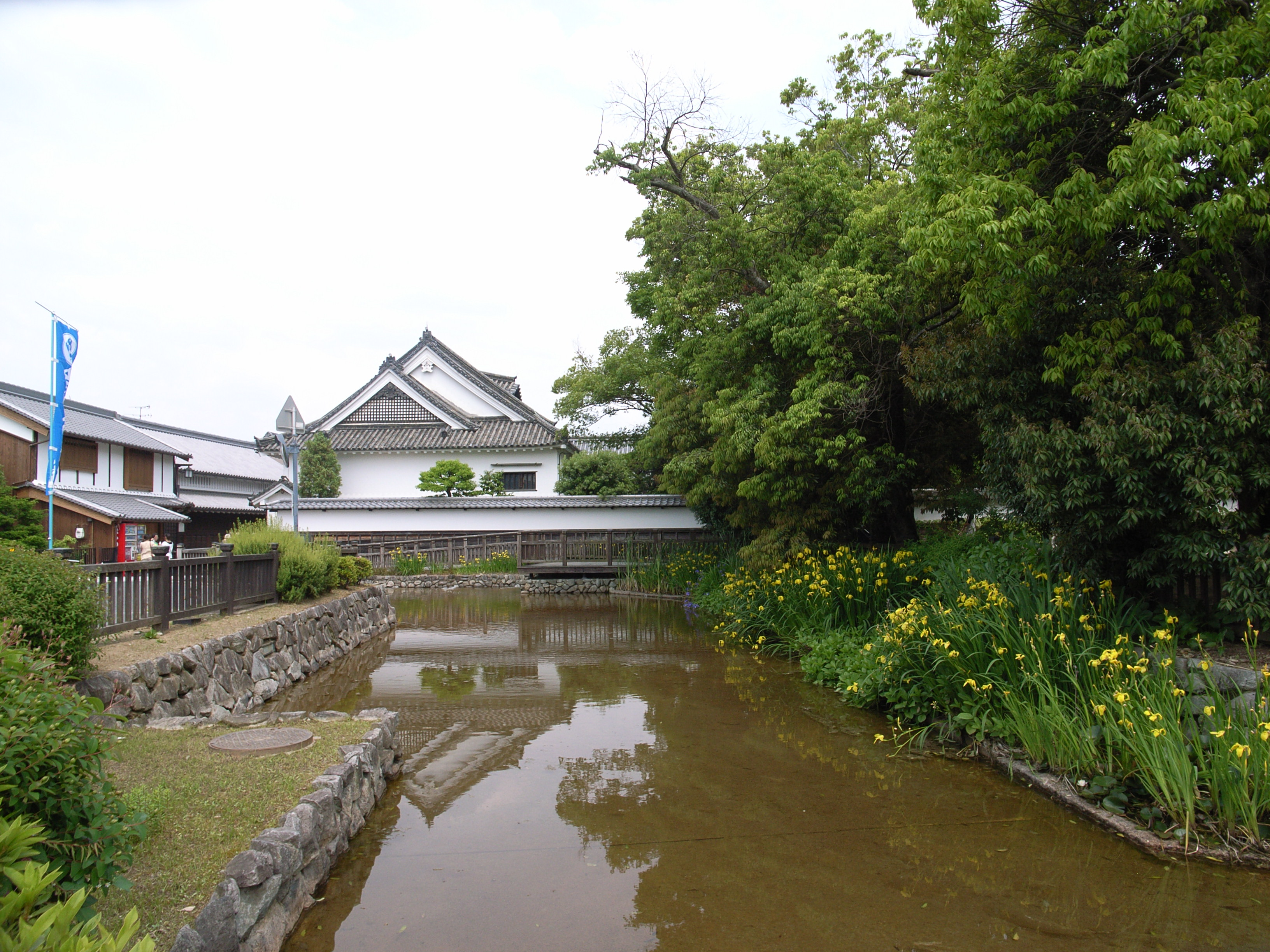
今井町西環濠跡

条里制の基幹線である中街道 (下ツ道) は八木町の札の辻、井戸の辻、醍醐辻を南北に走り、醍醐辻を西に延長していくと、今井町の本町筋に合致し、今井町を形成計画していく上での中心線となっていて、ほぼ長方形の区域の中に東西南北方向に方眼状に道路を配し、町並みや街路の形状は町造りの始められた頃の区画が今も残っている。街路は町の端から端まで通り抜けのものではなく、入口において道幅だけ屈曲しているか、途中で丁字型に突き当たっていて、見通しのできないように配備されている。今西家住宅北側の道路の本町筋では、住宅建物だけが北側の道路に突出していて、東西両端で道が大きく南に屈曲していて、前方の見通しが悪く、今西家の前を通る道路は、この角で折れ曲がって小さい枡形を形成し、二階の窓は町内の道を真っ直ぐに見通す位置につくられている。その機能も意匠も物見櫓とよく似ているが、この家の性格を示している。町内より外部に通じる通路は、東面に3門、南面に3門、西に1門、乾方向に1門、北に1門の9つの門があり、夜は4つの門のみを開け、外来者が町中にみだりに入ることを拒んでいた。もし外来者が今井町内で宿泊する必要のあるときは、その都度、町年寄へ届出を必要としていた。
今井郷が都市的に発展したのは、中世末期において一向宗本願寺の進出によって一転機がおとずれ、俄然頭角を現すようになり、一向宗の道場を建設して以来のことで、町並の整った寺内町今井が成立した。このとき今井郷の形態は、外敵から郷民の安全を守るために、自衛上武力を養い、郷の周辺に堀を巡らし、土塁を設けた環濠集落で、現在もその濠跡が今井の周辺にその遺構を残している。織田信長に挑戦し、武装解除されてから自治権を委ねられて自治都市として確立した町並みが出来上がり、江戸初期から末期にかけての民家が軒を連ねるようになり、町並の形態が現在まで残されてきた。また、この古い町並の外周には三重の環濠跡を現在に残している。この環濠は巾三間（約5.45m）を有する濠をめぐらし、その内部には同じく環濠を掘り上げた際の土を盛り上げて三間の土塁を築き、雑木藪を植えて外部からの視界を妨げていた。

## 歴史

### 前史
飛鳥時代には、「八木村付曽武橋当世八木村に俗にそむぼう乃橋というあり。聖徳太子斑鳩宮より筋違道（太子道）を経て、曽武々の橋をわたり、八木の里を過ぎて、橘宮に通い給いしなり」（玉林抄）とあり、聖徳太子が舎人調使麻呂（つきのおみまろ）と秦河勝から献上された愛馬甲斐の黒駒を伴って曽武（蘇武）井で休憩したと伝えられている。大和志に「遊部井は今井村にあり」と記されてアソブがソブ（蘇武）に転訛したとの説がある。
その後、大宝律令によって国郡里制が制定され高市・今井の2郡が設けられ、次いで巨勢・波多・遊部・桧前・来目・雲梯・賀美の7郡ができた。
大和政権から律令国家成立期にかけての地勢は地下の軟弱な状態からみて、あるいは泥地のような湿地帯でなかったかと思われる。ところが今井町より東北1.5kmの位置にある八木町は、奈良・京都・難波・伊勢・四日市・吉野・紀州路への交通の拠点で、八木周辺はその意味で古くから町屋化し、自然と商業も盛んになり、中世の今井町も隣接の八木の商業が入り込み、今井の町を形成してきた。

### 鎌倉～戦国時代
今井の地名が歴史に現れるのは1386年（至徳3年）で、この頃は興福寺領であった。大和国は京都に都が遷されてから長らく興福寺が治めており、鎌倉幕府も敢て大和には守護を赴任させず、古代豪族の流れを汲む大和四家と呼ばれる有力衆徒国人（筒井氏、越智氏、十市氏、箸尾氏）が各地の荘園を管理していた。今井庄は、興福寺一乗院の荘園で、1386年（至徳3年）に高取城主越智家栄が市をひらこうとした記録が残っている。（興福寺一乗院文書）
畿内一向一揆終焉後の1533年（天文2年）、布教拠点を求めて今井に一向宗の道場がたてられたが、興福寺一乗院の国民越智氏によって幾度も破却される。
1559年（永禄2年）になると畿内を支配していた三好長慶の家臣松永久秀が大和に入国し、国衆との乱闘が繰り広げられた。ここで本願寺を背景とした今井郷はそれら角逐に乗じて、有利に発展し、興福寺からの弾圧も免れることになり、漸く永禄年間に顕如上人により寺号を得て、河瀬兵部丞（後改め今井兵部房）と河合清長（後改め今西正冬）が門徒や在郷武士・牢人を結集させ今井道場を中心とする寺内町をつくった。
中世の今井庄環濠集落を母体として発展し、東西南北の他、新町・今町の6町が成立した。

### 安土桃山時代
1568年（永禄11年）織田信長が足利義昭を奉じて上洛すると、松永久秀は信長に従属し、大和一国の支配を認められた。信長の援軍により、筒井順慶は劣勢に追い込まれた。1569年（永禄12年）十市遠勝の死後、十市家は筒井方と松永方に分裂し、松永方の十市後室ら一族郎党は今井の河合清長宅へ疎開した（多聞院日記）。しかし、1571年（元亀2年）久秀は三好三人衆と和睦して信長に反旗を翻し、信長包囲網の一環として石山本願寺と呼応した。
今井郷も石山合戦の際には、石山本願寺、三好三人衆について織田信長に反抗し、堀を深くし土塁や見通しを妨げる筋違いの道路等を築き桝形として虎口を固め、最前線である西口に櫓 (城郭)を設け、今西家を城構えとして環濠城塞都市となった 。戦争を仕掛けるためでなく自衛のためにつくった要塞都市の一つである。堀は場所によって違うが、幅が5mから7m、深さは2mほどもあった。

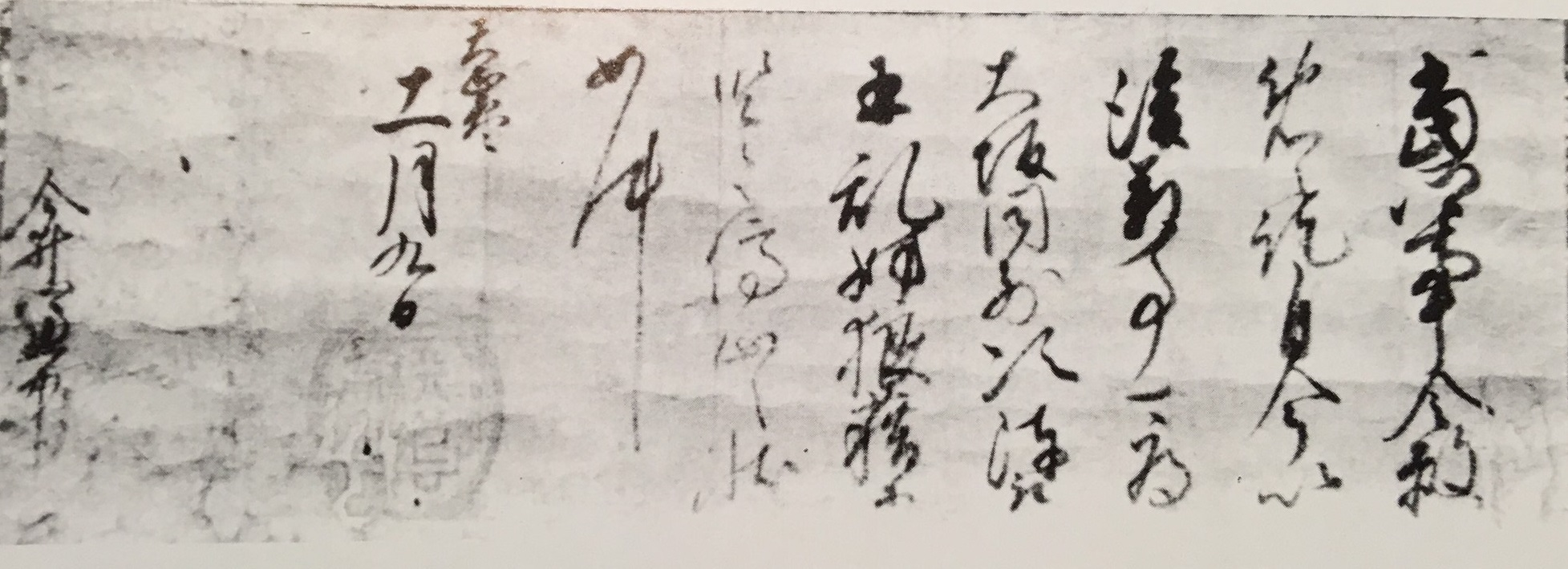
織田信長今井郷惣中宛朱印状

1575年（天正3年）、織田信長の降伏勧告を拒絶した在郷武士団（十市家、川合家の一族郎党）や長島一向一揆の牢人などを中心とした今井郷民が蹶起し、佐久間信盛を大将とした明智光秀配属の筒井順慶率いる織田の軍勢と半年あまり戦った。しかし、一向宗率いる顕如が信長に和睦を申し入れたために降伏を余儀なくされた。そして、明智光秀や筒井順慶と親しい堺の豪商津田宗及の斡旋により今井郷に対して11月9日に信長から朱印状（今井郷惣中宛赦免状）が付与され赦免された。同年冬に信長は、今西家南側に本陣を構え、武装放棄を条件に「萬事大坂同前」として、この町に大坂と同じように検断権（自治権）を認めた。それ以降、今西家の土間をお白州に見立ててお裁きが行われた。その折に信長は褒美として様々な物品を下賜し、今西家を眺め「やつむね」と唱えて本陣を後にしたことが旧今井町役場の資料に残っている。このように、今井郷に対する処遇は、他の一向宗寺内町の扱いとは別格で寛大なものであり、自治都市として「海の堺」「陸の今井」と謳われて栄えた。特に堺との連携と交流は、中世ヨーロッパの都市同盟を彷彿させ、竹内街道を通じて幕末まで毎日行き来した。また、江戸時代に鎖国政策が採られるまでは、堺と共にホイアン・トンキン・タイ・ルソン・カンボジアなどの東南アジア諸国との交易が盛んであった。
信長の死後、1575年（天正3年）から疎開していた今井道場坊主の河瀬兵部丞は、天正10年（1582年）に今井へ復帰している。今井御坊が復興されるのは、豊臣秀吉の時代となってからで、今井宗久の遺領である摂津住吉郡内にある代官職を握った。河瀬姓を今井兵部房と改め、大和守護職が筒井氏から豊臣秀長に代わり、今井兵部富綱は進んで豊臣氏の家臣となった。また、秀吉から認められて明治初年頃まで残存していた町の入口に開く番屋まで付属した9つの門（東側3ヶ所、西側1箇所番屋付設、南側3ヶ所、北側2箇所）は自治都市としての特権の象徴であった。これらの門は朝6時から夕方6時まで開閉され、夜間は4門のみを指定して吟味の上出入りせしめた。特に大坂・堺への玄関口である本町筋の西門は番屋を建てて厳重なのもとした。また、門番は門の内側に屯して夜警を兼ね、町内巡邏の任に当たっていた。町内には旅籠屋が全く無く来泊者は通常一日を限度として、二泊以上宿泊する場合は町年寄に届出が必要であった。
このように、町独自の「町掟」も決められ「明和元年町内掟書」1764年（明和元年）によると17条にわたって、上納・売買・消防・自身番の規定・博打の禁止・道路の保全・濠溝の保護・焙煤清掃・節約勤倹など町民相互の社会道徳や保全を説き諭し、自治自衛が徹底された。ことに消防の規定は厳格で、古来から火事のない町である事が窺い知ることができる。

### 江戸時代
1600年（慶長5年）関ヶ原の戦いの後、一時的に幕府領となり大久保長安が代官の任に就いている。
1614年（慶長19年）になると、徳川方は豊臣方を完全に滅ぼすために戦を挑んだ。大坂冬の陣を経て、翌1615年（元和元年）の大坂夏の陣には、退勢の大坂方は河内平野に出て交戦し、この同士たる大和の大坂方牢人、筒井、箸尾・布施・萬歳・細井戸の諸士はその先鋒として郡山城を襲い、町家の大半を焼き、奈良に向かったが防禦厳なるによって、鉾先を転じて今井を攻撃した。この時、今井西辺において大坂方の大野治房らと激戦があったが河合清長以下の活躍により町は無傷のまま残った。
郡山城は1615年（元和元年）7月、大坂夏の陣の後、水野勝成が6万石で封ぜられ、ついで1619年（元和5年）8月には徳川家康の外孫である松平忠明が12万石で入り、1621年（元和7年）5月に今井を巡見し、町政の体制を整えた。1629年（寛永6年）の「納米同払方帳」（今西家文書）によると、「高三百三拾石三斗五升」のすべてが取米にされており、10割の高い税率を課せられている。しかもこの上に、口米・目払・夫米などの付加税が課せられている。これは、今井町が土地生産に依存するところが少なく、商売によって成り立っていたから高い貢納に耐え得たのであり、相当に貨幣経済の進んだ商売繁盛の町の証しと言える。

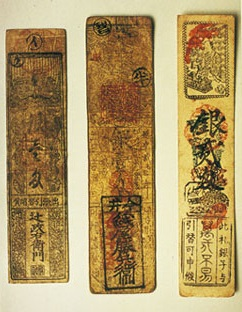
今井札

1634年（寛永11年）には全国にさきがけて幕府から許可を得て、札元となり、藩札と同じ価値のある独自の紙幣である「今井札」が発行され、74年を通じて広く近郷に用いられたが、兌換の円滑さから国中でも信用性が高かった。その後、幕府は1707年（宝永4年）10月に硬貨の流通を妨げるものとして札遣いを全国的に禁止したが、今井町の兌換準備は充分であって、その引き換えにあたって滞りなく処理せられ国中で有名な話題になった。（尾崎家文書）各種商工業・金融業の展開、周辺農村における所持地の増大は、そうした当町の繁昌ぶりを示すものである。町人の中には桜田御料の掛屋をした尾崎家や福井藩の蔵元を務めた牧村家や郡山藩に多額の献金をしていたことなど、各藩や旗本の財政に関与したものも多く、たびたび調達金や上納金を上せている。
したがって、代々の支配者からは今井町は有力な領地として民心の確保に努められた。鎖国後、自治都市において確立された自由取引の原則は、株仲間の結成によって破られた。株仲間は同業者の営業組合であるが、為政者側からは、商業上の取り締まりに便宜であり、鑑札料や冥加金の上納を受けることができたので奨励している。このようにして、商業の規模と性格によって大坂・堺に属した株仲間、国中全体に通じるもの、今井町のみのものと種々とあったが今井ではこの制度が早くから盛んであった。
元禄年間には今井町覚書（元禄二年）によると「国の買人寄つとひ、市中交易繁美にして商家の都の地にひとしく、又は諸大名御旗本の蔵元賄御用達輩、当所より弁勤するの家柄も数多くありて、困窮の義のさらなき故、人足駕籠の頼みもおのづから不自由なり、猶さら商人親類の外は従来の旅人は一夜の宿も貸さず、要害堅固の地なれば他方人にうらやまさらんはなかりけり」とあり、「大和の金は今井に七分」と称されるまでになった。17世紀後半から18世紀初頭の様相をよく物語る史料として、
「寛文年中より宝永年中迄者、銀札多通用仕、米穀ハ吉野郡下市・上市・五條辺より銀子持参仕、買ニ参、味噌・醤油・酒・油之類、東山中重ニ引請、二里・三里四方江商売仕候、繰綿並古手・木綿類、武州・相州其外国々江送り出し、辺土之場所ながら、三四拾年以前迄は殊之外繁昌仕候御事」とあり今井町が当時、地域市場の中心として、また繰綿をはじめとする遠隔地商取引の拠点として「殊之外繁昌」していた様子がよくうかがえる。
その後、1679年（延宝7年）に今井町は、4代将軍徳川家綱によって天領に編入され、今井家と今西家は武士の資格を停止せられ、今井家は純然たる釈門に帰し、今西家は郷中並の惣年寄筆頭となる。これによって、町内に武門は跡絶えることとなり、事実上自衛権を剥奪されて1575年（天正3年）から104年間続いた自治都市制度を終焉し、環濠西側の外部に同心屋敷と呼ばれる代官所が設けられた。しかし、幕府にとって今井町の財力は大きな魅力で、他とは違う支配体制で優遇した。つまり、今西家、尾崎家、上田家の三人の惣年寄を頂点に町年寄・町代を置き、警察権・司法権・行政権を与え、自治的特権を与えた。なお、死罪については代官に引き渡した。天領編入を機に、名称も公式に「町」と呼称されるにいたり、年貢割付状にも高掛三役が課せられ、景況も下りに向かい、人口も次第に減少の傾向をたどっている。その後、1736年（元文元年）から芝村藩預りとなり、1794年（寛政6年）から1869年（明治2年）まで高取藩領になった。
町政の役職については、「惣年寄窺書」（今西家文書）に町方の治安・訴訟・懲罰や非常時の処置や代官交代の規定などが詳しく条文化されている。惣年寄は名誉職であり、世襲で役料役米は一切なく、三惣年寄の下には、各町ごとに町年寄を置き、各町内の事務や町場における商業上の公事、家宅の売買・質入れ、町の入費の割賦徴収などを処理させた。この町年寄は惣年寄のように固定していないが、これも無給で、一般の組頭の上に立つものであった。町代は初め月行事の名で呼ばれていたが、一ヶ月交替で勤務し、一般村の庄屋に相当する仕事を行い、その下には肝煎があって職務に当たっている。
この頃の惣年寄の仕事はどのようなことをしていたかというと、今西家の古文書には、
「惣年寄義ハ古来ヨリ六町之〆括リ取捌役ニ而勤来、公事訴訟願等ノ義ハ勿論御上ヨリ被仰渡候御用町年寄ヘ申渡、尤下ヨリ申上候義、何事ニ不依、公事訴訟之義ハ当人又ハ町年寄江改相談、相済候義ハ埒明、滞申義者御役迄申上候義ニ而勤来候、依之御給地之時分、御地頭様ヘ御目見等モ御家中並ニ被仰付相勤申候、」とあるように今井六町の締括り役であって、領主・代官の町方支配の一翼を担っていた。
経済的に豊かになった町民は、武野紹鴎に茶道を師事した今井宗久・宗薫父子や三条西実隆に和歌を師事した十市遠忠などの影響を受け文化芸術的気運をつくりあげる好条件に恵まれた。「今井町明細記」に茶道・華道・能楽・和歌・俳諧・画・書道・箏・三弦・蹴鞠・祭囃子などの文化・文芸に従事し、大阪・堺・奈良などとの文化交流も盛んにしたことが詳しく載っており、1667年（寛文7年）に今西正盛編集の句集『耳無草』（『詞林金玉集』）に交際の深かった松尾芭蕉が発句「夕顔の花に心やうかりひよん」を入集している。今井の特産物として蘇武の井水・下保童園・今井鯖すし・今井酢・燈し油・実綿操綿・京入縞・紺絣類・六斎遊び（毎月3日、8日、13日、18日、23日、28日）とある。また、農村の多くが20～30軒程度だった当時「今井千軒」と呼ばれ、1679年（延宝7年）には家数1082軒、人口約4400人を数えた。1720年（享保5年）の改めによると、付近の村むら92ヶ所にわたって、延べ414人3200石余りの高を所持しているが、最盛期には7000から8000石におよんだ時代もあったという。18世紀に入ると次第に、町勢は沈滞傾向を示すようになったが、今井町はその後も奈良中南部の一中心地として重要な位置を占め続けた。

### 近代以降
幕末になると、いろいろな名目で金銀の取立てや重税により町は衰退に向かい、明治維新によって富豪は消滅した。しかし依然、今井町は南大和の中心地であり、明治初年には奈良県出張所が置かれた。奈良県再設置問題がおこった時もその庁舎の位置について現在の奈良市を外し、今井町に設置しようとする有力な動きがあったが、実現しなかった。また、明治時代の鉄道開通の際、今井町近隣に持ち上がった鉄道駅建設計画に市中取締役の任にあった今西逸郎らが反対した。これにより乱開発が阻止され、町の保存に貢献した。
民家建築が文化財として着目されるようになったのは、第二次世界大戦後で1955年（昭和30年）、関野克・太田博太郎・伊藤ていじら東京大学工学部建築学科による町屋調査を経て、倒壊寸前の今西家が1957年（昭和32年）6月18日に棟札とともに国の重要文化財に指定されたことに端を発し、「町並み保存運動」が産声をあげる。当初、保存に熱心だったのは当時の市長や研究者の方で、町並み・生活環境の近代化を求める住民の間には反対が強かったが、長年の交渉を経て次第に保存運動が地元にも浸透していった。今後、今井町が観光地としてだけでなく、いかにして293年もの間「自治都市」として存続しえたかを後世に伝えていくことは、地方分権を考えていかねばならない現代において、重要な使命であると保存に取り組む人々の中には考える人もいる。
現在も町の大半が江戸時代の姿を残しており、大部分は実際に住居としても使用されているが、中には廃屋同然に放置された建物も存在する。自治体と共に空き家対策が早急に必要であると認識し、全国に先駆けてNPOなどを立ち上げ懸命に取り組んでいる。景観保全を目的とした電線類の地中化が、歴史的町並みの中心部で行われている。1995年（平成7年）から本町筋の道路美装化および電線類地中化が行われた。現在までに中町筋、旧乾口筋、大工筋、巽口筋、旧新町、現共栄町で街なみ環境整備事業がすすんでいる。

重要文化財9件12棟、奈良県指定有形文化財3件11棟、橿原市指定文化財5件6棟。今井町は1993年（平成5年）5月、橿原市の条例に基づき伝統的建造物群保存地区となり、同年12月、国の重要伝統的建造物群保存地区として選定された。
この選定にあたり文化庁など行政側は早期に重要伝統的建造物群保存地区（を第一号）に選定したかったが、当初、住民側は選定されることで一般的な家屋への改築ができず、狭く古い家に住み続けることになるのではと賛同しなかった。その後、橿原市側が、日本の文化財として価値があることを再三説きつづけ、ようやく住民側も賛同・協賛するようになり、選定され、景観保全の取り組みが活発化した、という経緯がある。このため、構想から選定まで実に30年を要した。
2007年7月、テレビ東京系列の放送の出没!アド街ック天国の「懐かしい風景が残る街」で1位になった。
2013年4月には、飛鳥川整備事業の一環として親水公園「今井蘇武橋公園」が開園。公園内には聖徳太子が馬に水を飲ませたと言われる井戸である「蘇武井」が二つ残っている。
2011年5月13日発行のミシュラン・グリーンガイド・ジャポンフランス語改訂版第2版において星一つの評価を受けた。

## 重要伝統的建造物群保存地区データ
- 地区名称：橿原市今井町
- 種別：在郷町、寺内町

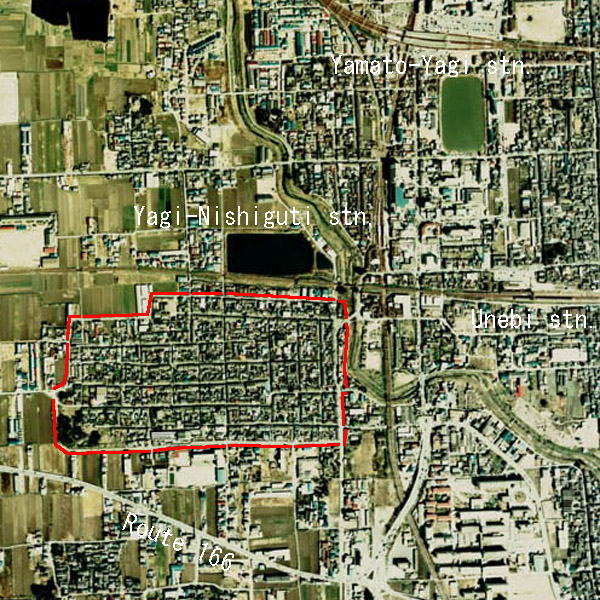
赤線内が保存地区の範囲 1974年度撮影

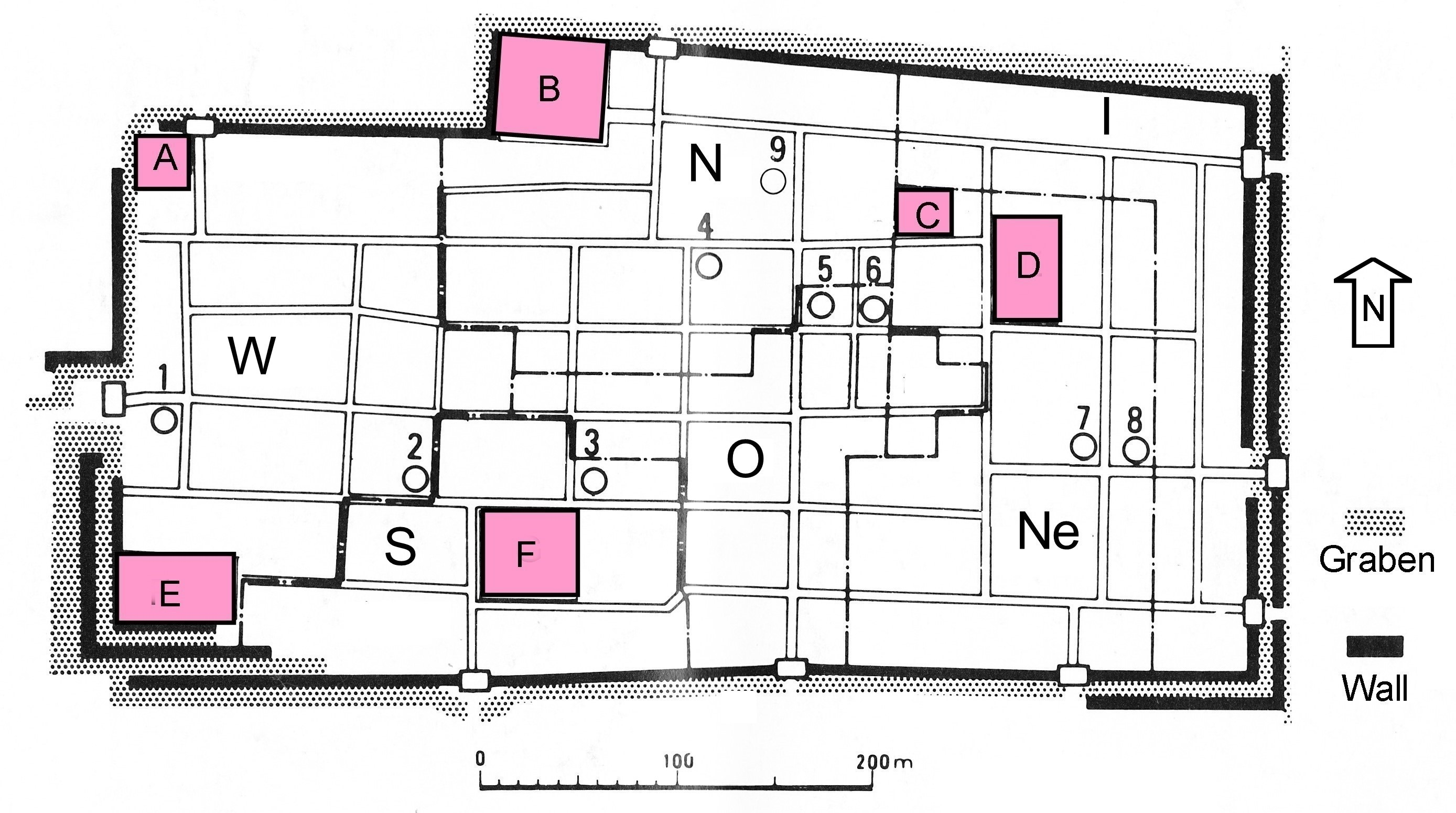
1.今西家、2.豊田家、3.中橋家、4.上田家、5.音村家、6.旧米谷家、7.河合家、8.高木家、A.八幡神社、B.順明寺、C.蓮妙寺、D.西光寺、E.春日神社、F.称念寺、W.西町、S.南町、N.北町、O.東町、I.今町、Ne.新町

- 選定年月日：1993年（平成5年）12月8日
- 選定基準：伝統的建造物群が全体として意匠的に優秀なもの
- 面積：17.4ha

## 指定文化財・旧跡・施設

### 国の重要文化財

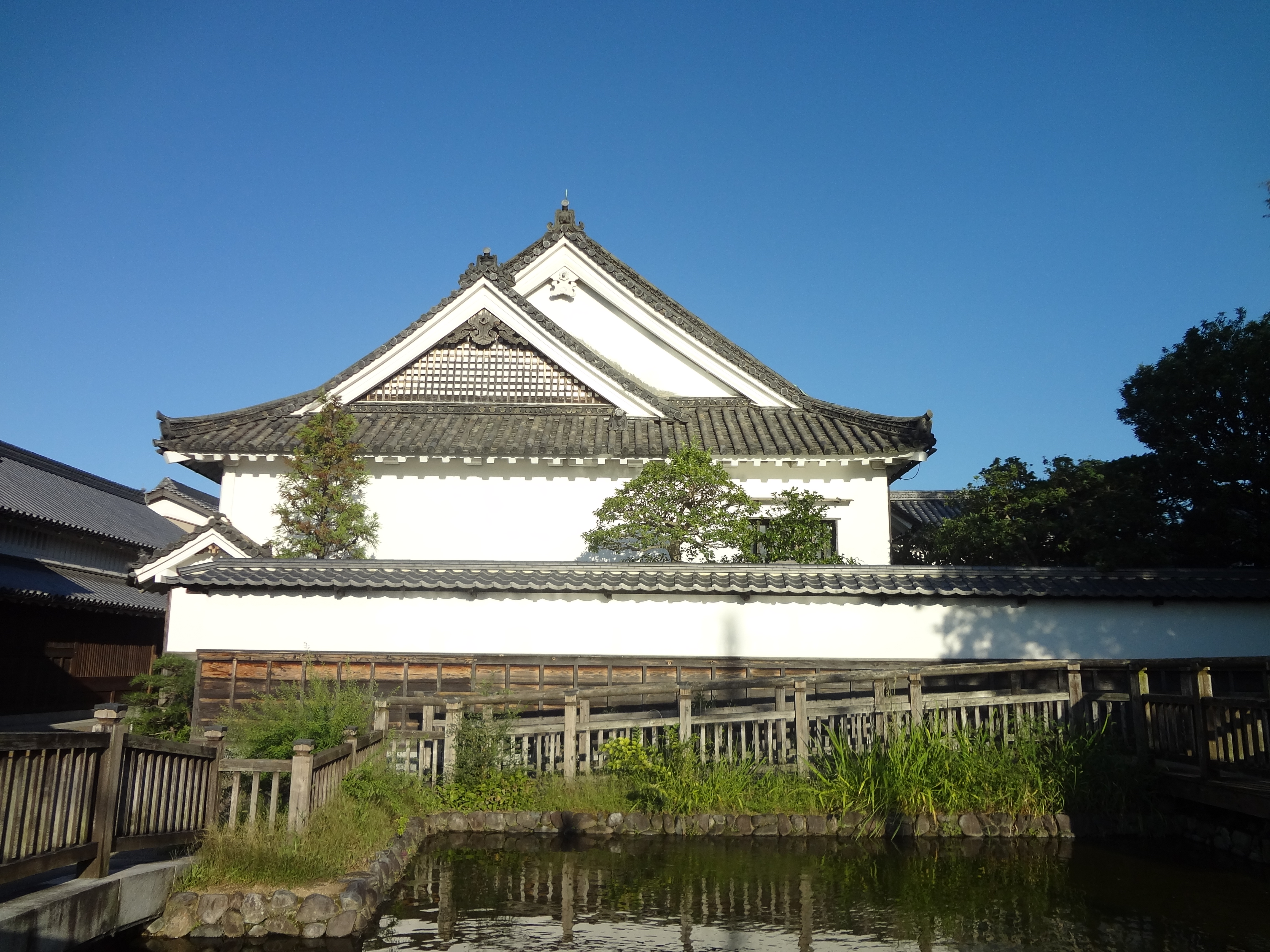
今西家住宅

- 今西家住宅 - 姓氏は磯城縣主[4]に連なる十市氏で、廣瀬大社曾禰連樋口家の婿養子となり河合城を築き名字を河合とした[5]。1566年（永禄9年）2月、十市遠勝が筒井順慶に圧迫されて今井へ亡命した後を追って、河合清長は十市衆の一族郎党を引き連れて当地に移住し、1575年（天正3年）に織田信長軍と戦ったが敗れた。信長から赦免され自治権を認められて裁判を執り行った。大坂夏の陣の際、今井町の西辺において大野治房らを撃破した功により、徳川家康より薙刀来国俊を拝領され今西を名乗るように薦められた。その後、建物は1650年（慶安3年）に建て替えられ[注 6]、内部の土間にはお白州があり、拷問部屋のいぶし牢が残っており陣屋として使われた。1679年（延宝7年）、今井は天領に組み入れられ、三惣年寄の筆頭になり領主・代官の町方支配の一翼を担った。戦国時代の構造様式を残す建造物で、別名「八つ棟」（やつむね）または「八つ棟造り」と呼ばれている。日本建築史上貴重な建物の1つであり、納戸の帳台構えは日本最古で「民家の法隆寺」と言われる。月曜日休館。1957年（昭和32年）6月18日重文指定（附・棟札1枚）。

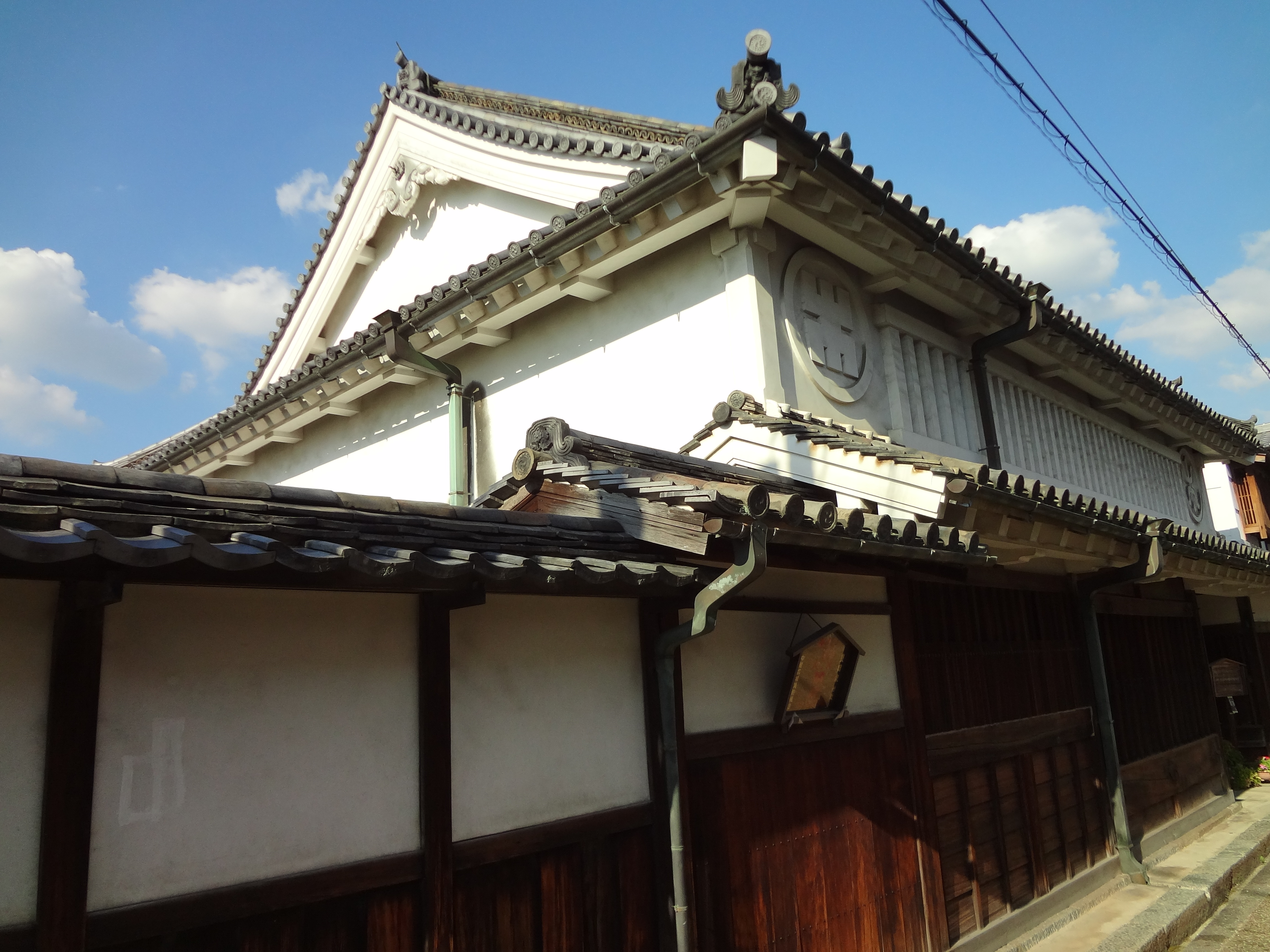
西の木屋（豊田家住宅）

- 豊田家住宅 - 屋号を「紙八」といい、江戸末期から明治初年にこの家に移り住んだ。元々は材木商で金融業を営む豪商牧村家の所有で「西の木屋」と呼ばれた[注 7]。福井藩藩主松平春嶽に貸し付けを行い藩の蔵元を務め、高取藩に融資し重臣の待遇まで受けていた。しかし、明治維新後の廃藩置県によって大名貸の貸付金が凍結し、債権が放棄され今井町を離れざるを得なかった。なお、大阪府堺市の大仙公園にある今井町出身の今井宗久ゆかりの茶室「黄梅庵」は[注 8]もと牧村家所有の茶室を電力王で小田原三茶人の一人である松永安左エ門が買受け、小田原市に移築したものを1978年（昭和53年）に相続人の松永安太郎が堺市に寄贈し、堺市制90年記念事業の一環として1980年（昭和55年）10月、大仙公園内に移築された。この茶室は秀吉の吉野山花見に設けられ「宗久茶屋」と称され、後に松永安左エ門が今井宗久の菩提寺大徳寺黄梅院 (京都市)にちなんで「黄梅庵」と名付けた。住宅は1662年（寛文2年）の建築で今井町では、今西家に次いで古い。事前予約必要。1972年（昭和47年）5月15日重文指定。

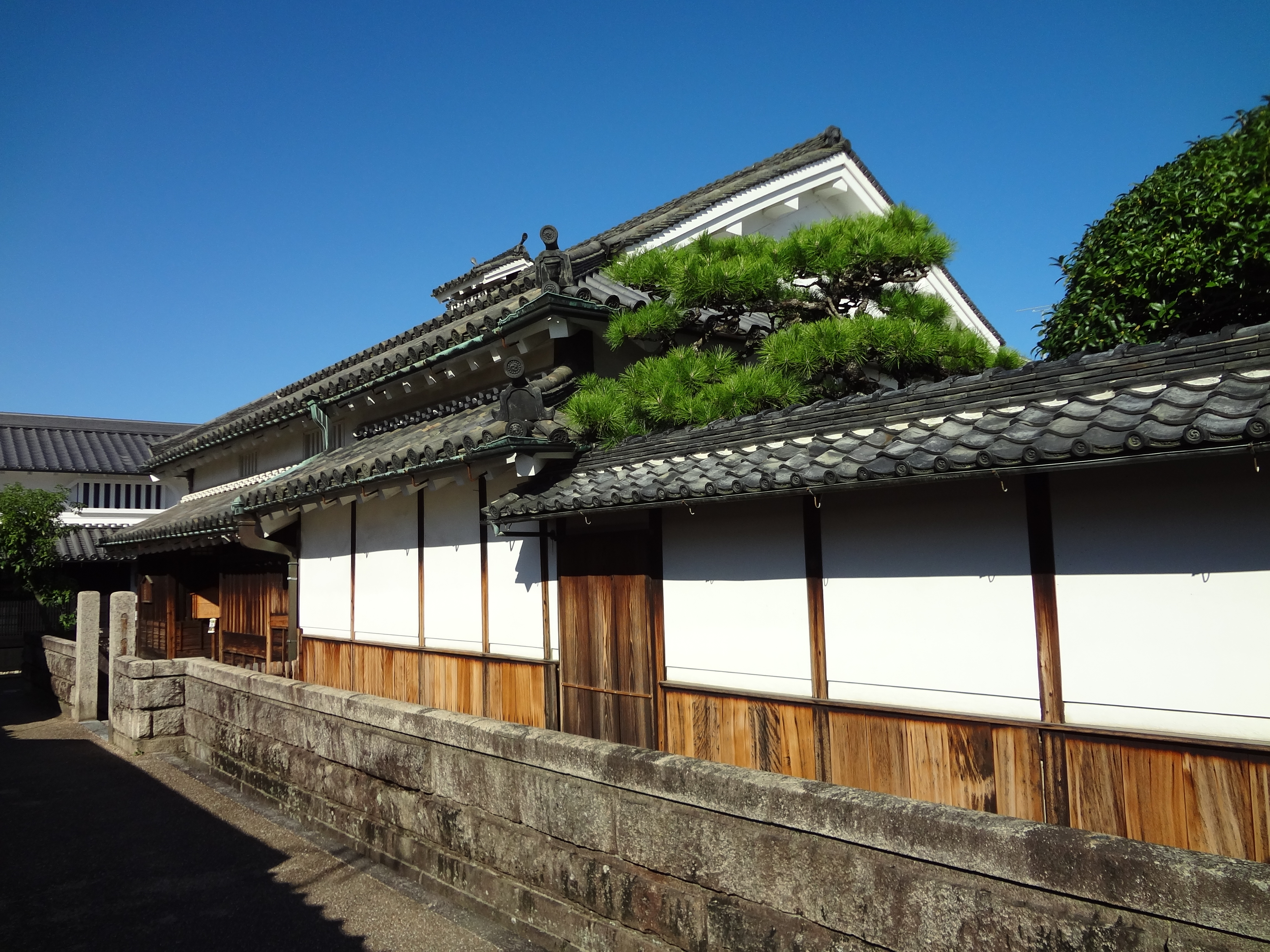
上田家住宅

- 上田家住宅 - 屋号を「壺屋」といい、先祖は、葛下郡片岡城主・片岡新助藤原春利で片岡城落城後、上田新七郎之長が1571年（元亀2年）当地に移住した。1679年（延宝7年）より今西家・尾崎家と並び惣年寄を務めていた。当家には、惣年寄の旗が残っている。1744年（延享元年）の祈祷札がありこの頃の建築とみられる。入母屋造りで、大壁造の妻をみせた外観は重厚な感じを与え、入口が西に構えているのは珍しい。事前予約必要。1972年（昭和47年）5月15日重文指定。

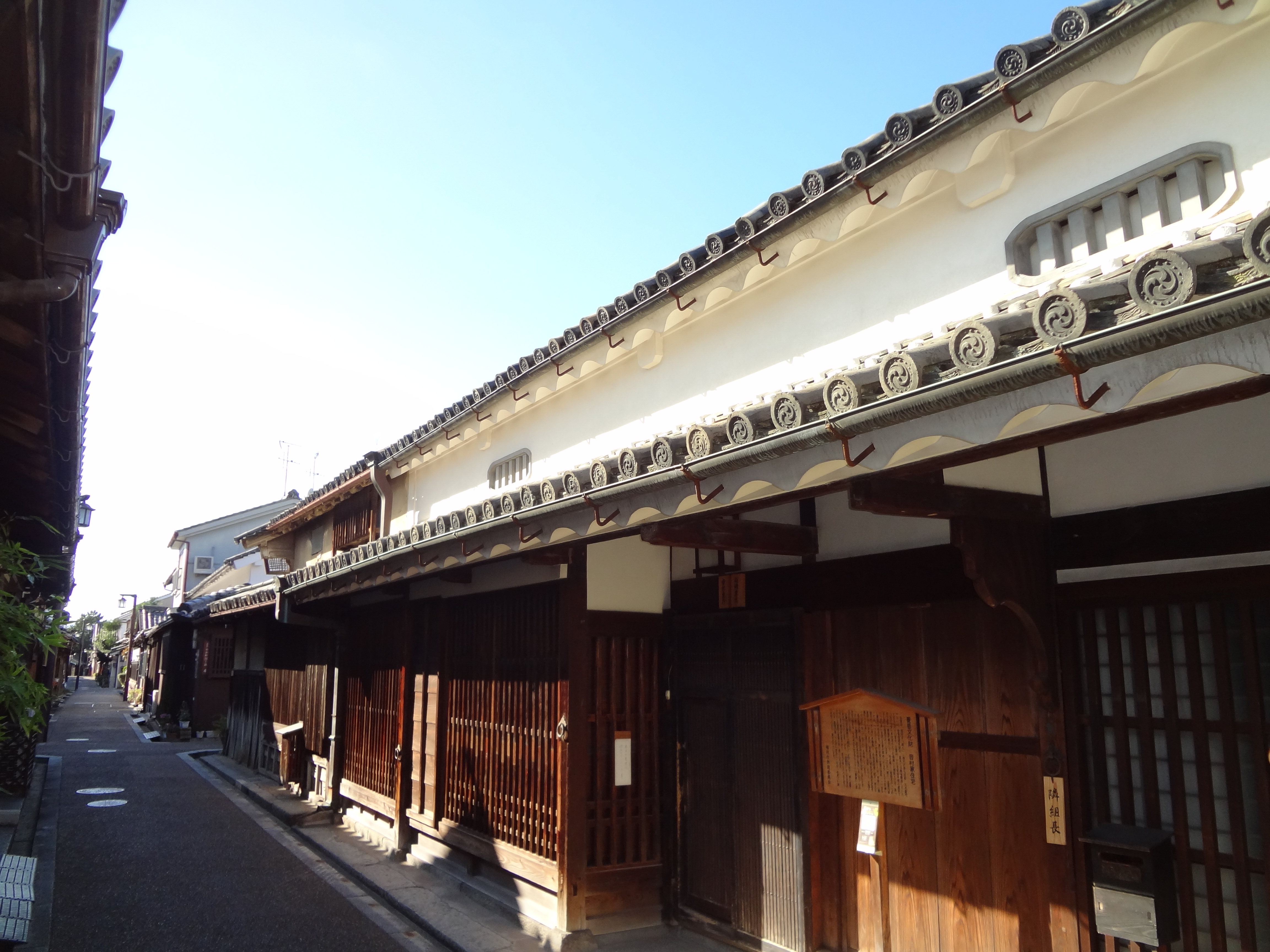
音村家住宅

- 音村家住宅 - 屋号を「細九」といい、かつては金物問屋を営んでいた。17世紀後半頃の建築と推定される。1972年（昭和47年）5月15日重文指定。

高木家住宅

- 高木家住宅 - 四条屋の分家で屋号を「大東の四条屋」といい、本家の酒造業を助けながら、後には醤油業も営んでいた。1829年（文政2年）津田長道の「卯花日記」には、「今井里人高木氏は、世々四条村の人 にして、今は今井に家居す。此家にむかしより 此社の事つかさどる事になりて、別に神主もなければ、此家より神供灯明のことを物しける。高木の宮（高市御縣神社）と云也といへり」という記述があることから高市許梅に関係が深い一族である。切妻造本瓦葺きの2階建で、幕末上層民家の特徴が残る。江戸時代末期（文政～天保頃）の建物。1972年（昭和47年）5月15日重文指定。

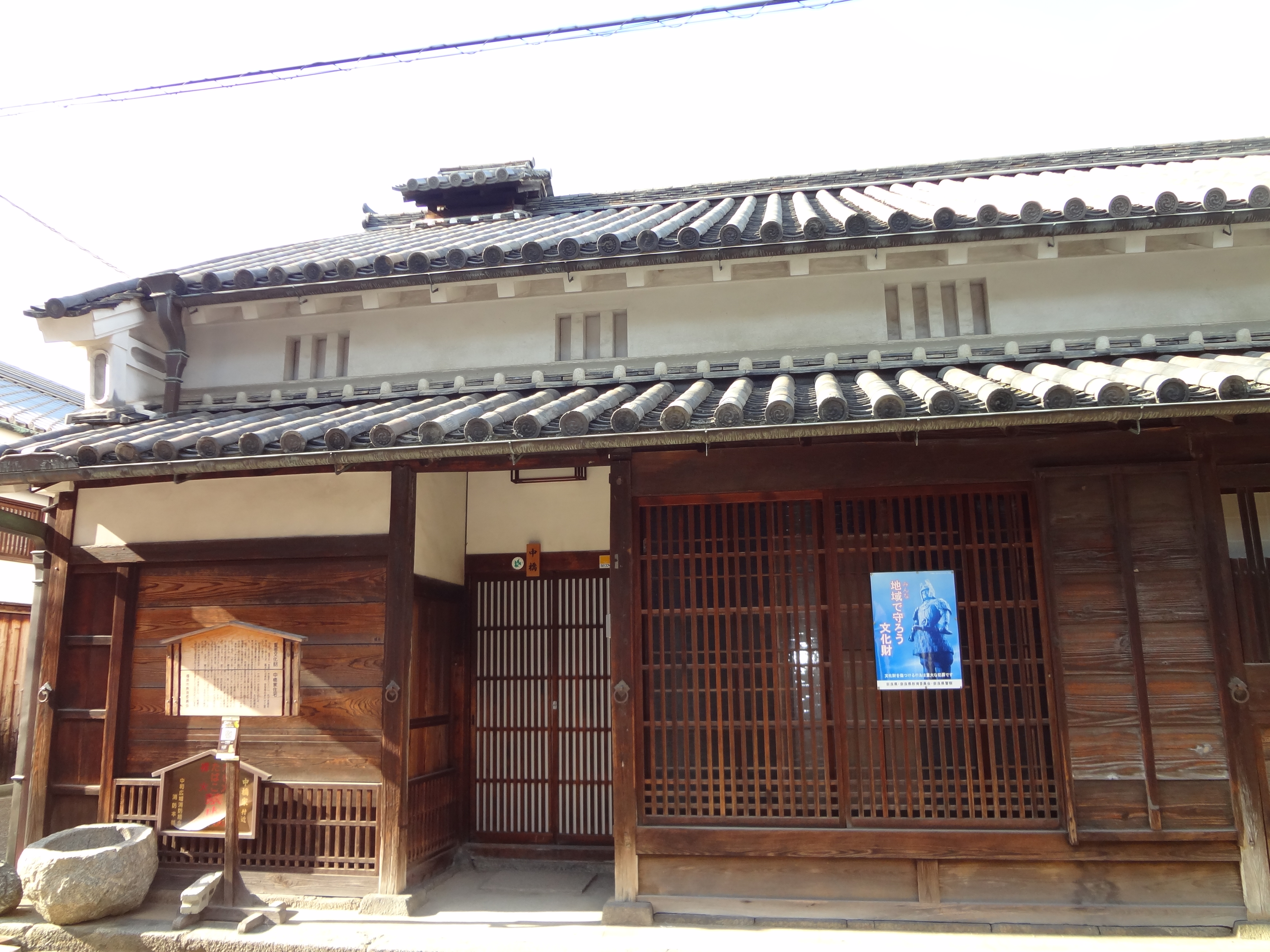
中橋家住宅

- 中橋家住宅 - 屋号を「米彦」といい、米屋を営んでいた。建築年は不明なものの、1748年（寛延元年）の絵図に描かれていることから、当時すでに住居を構えていたことがわかる。1761年（宝暦11年）には南町組頭を務めていた。非公開。1972年（昭和47年）5月15日重文指定。

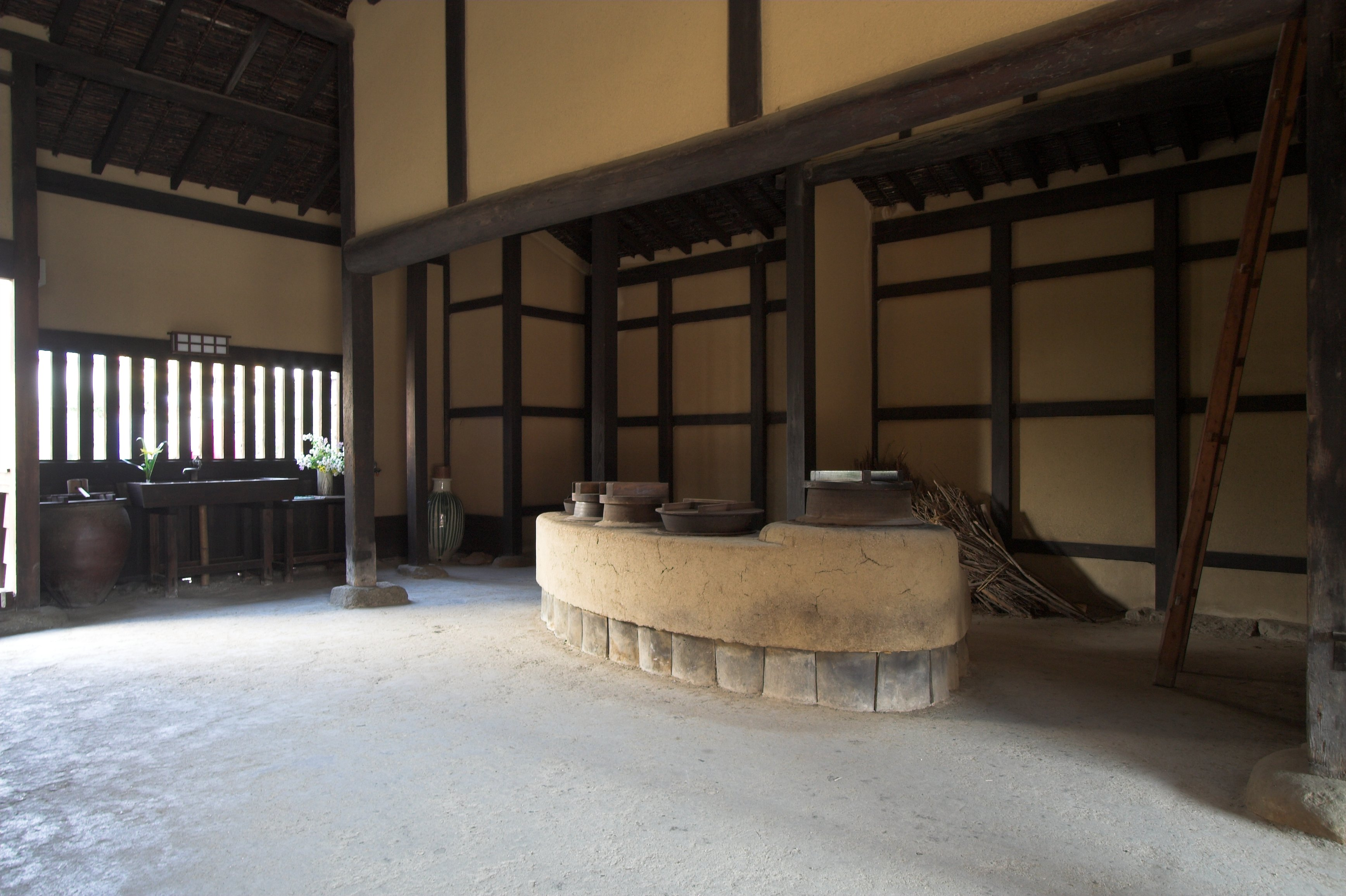
旧米谷家住宅

- 旧米谷家住宅（きゅうこめたにけじゅうたく） - 屋号を「米忠」といい、代々金具商、肥料商を営んでいた。農家風の民家で、18世紀中頃の建築と推定される。また、1849年（嘉永2年）には、内蔵、蔵前座敷を増築している。近年まで内蔵が3棟あったが、現在は1棟のみになっている。建物は1956年に国有になっており[6]、内部は無料で一般公開されている。月曜日休館。1972年（昭和47年）5月15日重文指定。

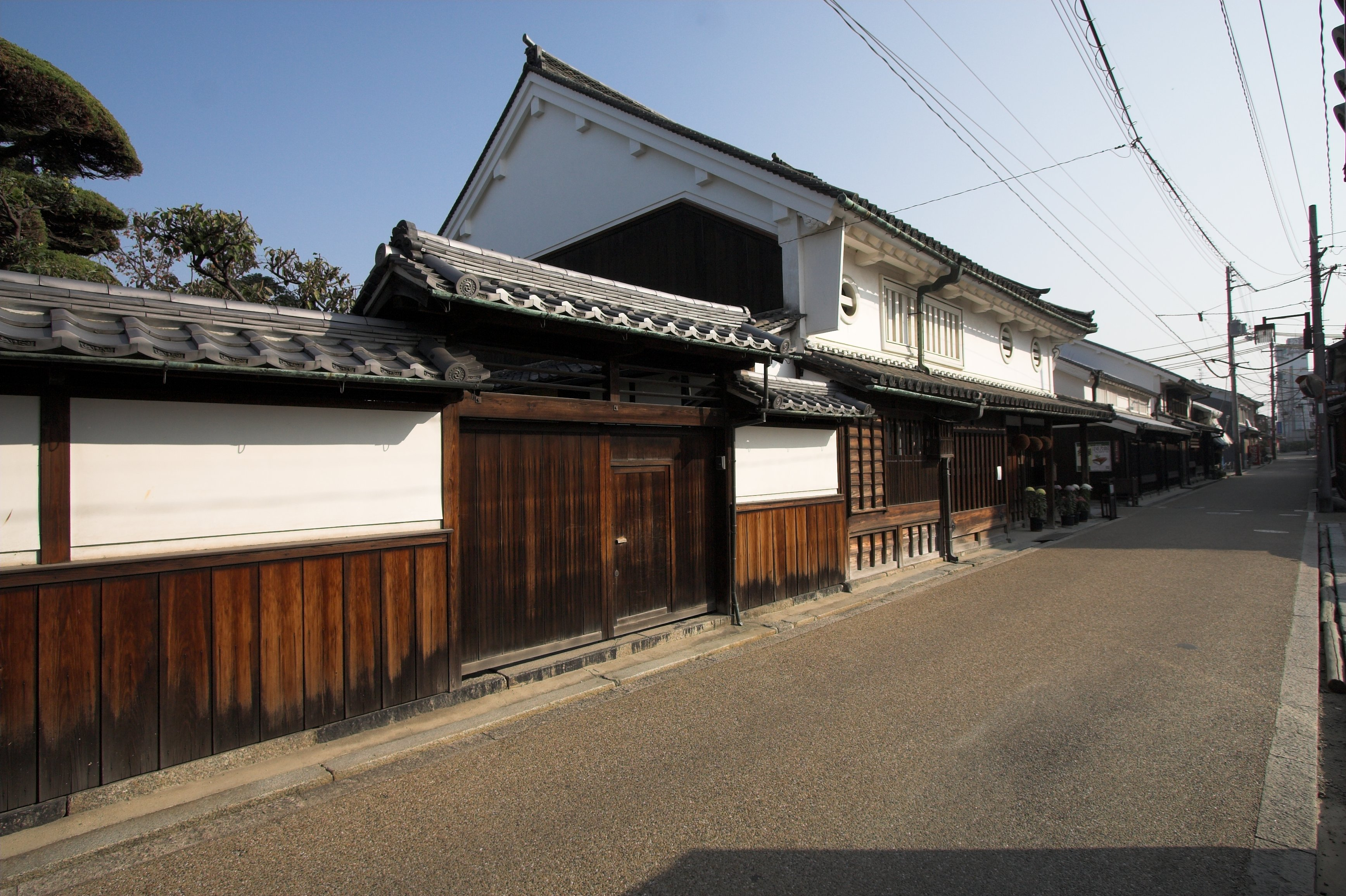
河合家住宅

- 河合家住宅 - 屋号を「上品寺屋」といい、寛永年間に上品寺村（橿原市上品寺町）から移住した。家蔵文書によると1772年（安永元年）には既に酒を造っており、今なお酒造業を営んでいる。18世紀後半の建築。1976年（昭和51年）5月20日重文指定。

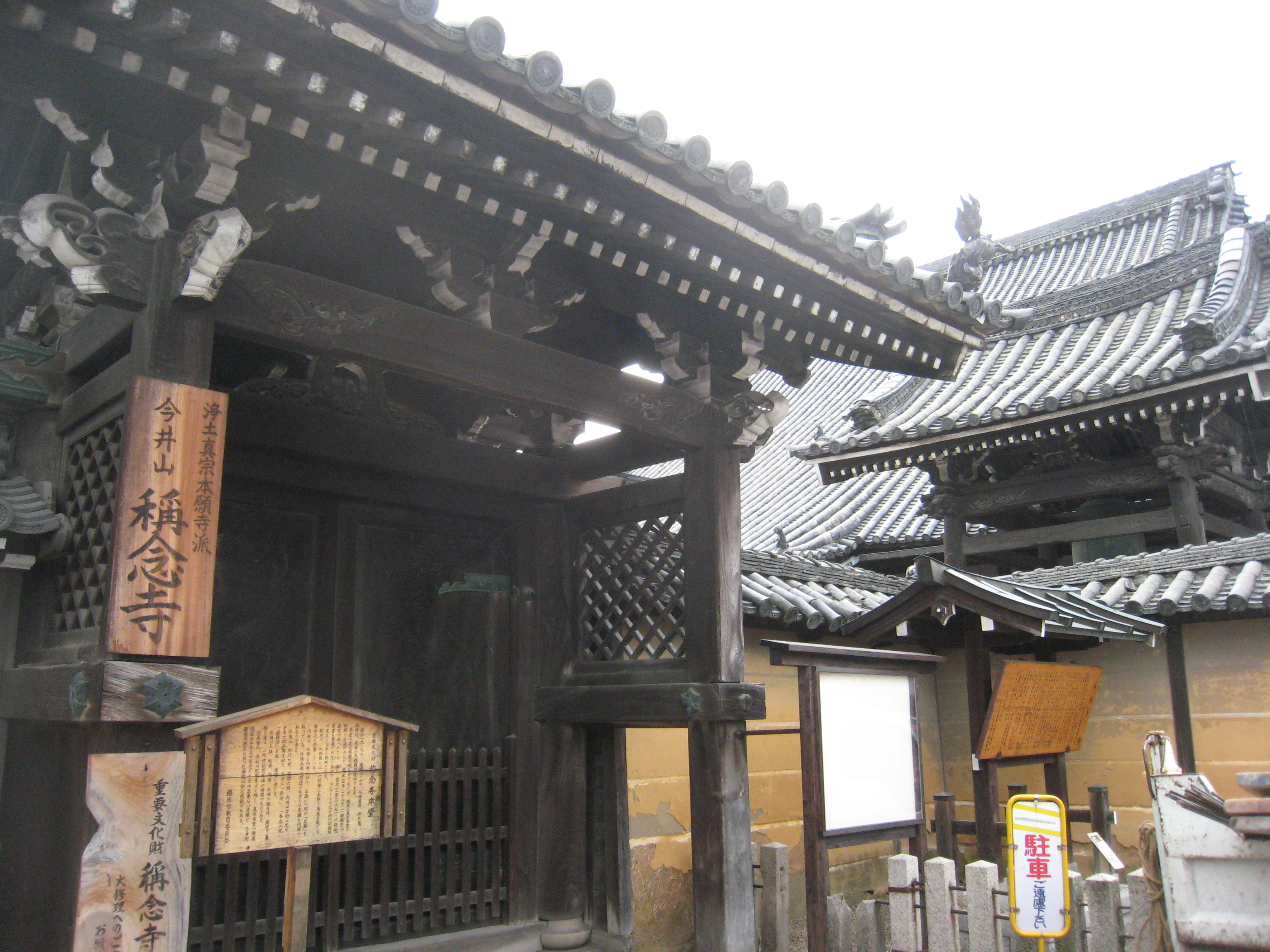
称念寺

- 称念寺本堂 - 浄土真宗本願寺派の寺院である。先祖は、佐々木氏の随兵で近江国犬上郡の荘官を務めていた河瀬城主河瀬氏である。[7]浅井長政の家臣であった河瀬権八郎（河瀬兵部丞）が逃れて得度し、寺号を得て御坊（今井山）を開いた。今井町は称念寺を中心に発展した寺内町であったが、織田信長に武装解除されてから以後は、自由商業都市として栄えた。豊臣秀吉の天下になって河瀬氏から今井氏へ改名し、秀吉の吉野花見の途次、「兵部茶屋屋敷」を建て秀吉を招いている。また、1877年（明治10年）2月10日～11日明治天皇の「大和行幸」の際の今井行在所（あんざいしょ）であった。このとき明治天皇は、西南戦争勃発の第一報を聞いている。本堂は近世初頭に再建されたものであるが、浄土真宗では本山の本願寺以外で初めて2002年（平成14年）5月23日に国の重要文化財に指定された。また、対面所は元禄8年（1695年）の棟札があり、庫裏・客殿は17世紀初期頃の建設で、太鼓楼は1845年（弘化2年）の再建でいずれも橿原市指定文化財に指定されている。

### 奈良県・橿原市指定文化財

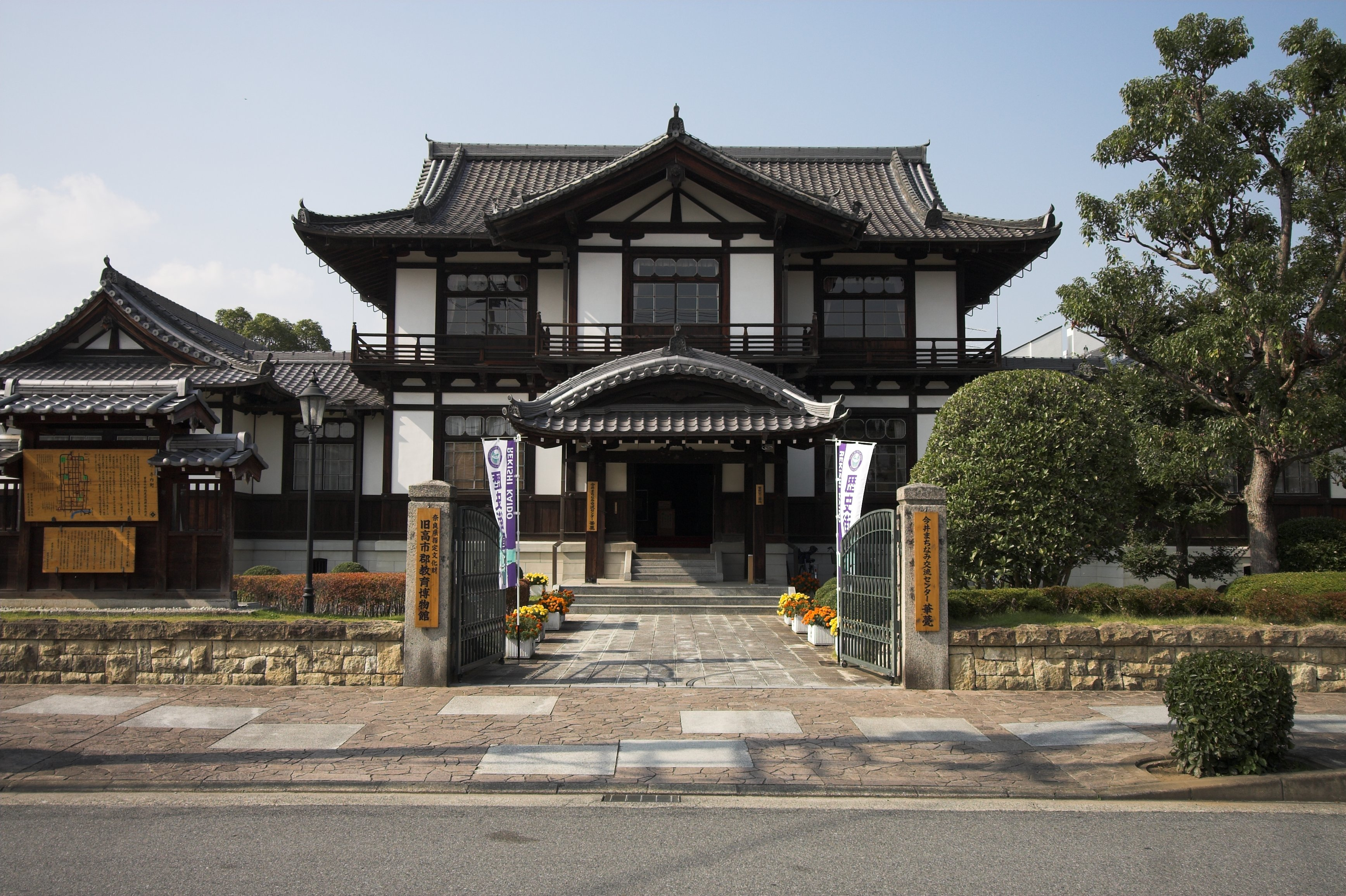
橿原市立今井まちなみ交流センター「華甍（はないらか）」

- 橿原市立今井まちなみ交流センター「華甍（はないらか）」 （県指定有形文化財） - 旧高市郡教育博物館。1903年（明治36年）に建てられ社会教育施設として、重要文化財旧帝国奈良博物館本館に次ぐものである。その後、1929年（昭和4年）より今井町役場として使用されていた。現在は、今井観光案内の拠点となっており、今井町の歴史を詳しく、わかりやすく解説する資料を集め展示している。展示コーナー・映像シアター・今井町のジオラマ模型・図書閲覧室や町並み保存運動紹介のコーナーがあり、今井町の歴史をさまざまな角度から知ることができる。入館無料。月曜日（祝日の場合翌日）年末年始（12月25日～1月5日）休館。有料駐車場完備。
- 丸田家住宅（県指定有形文化財） - 旧上田家で、屋号を「壺八」といい、肥料商を営んでいた。主家は1805年（文化2年）の再建とみられるが、他の建物は、主家より約50年程さかのぼるとみられている。主屋、隠居部屋、内蔵、倉庫、作業場の5棟が奈良県指定有形文化財。非公開。
- 山尾家住宅（県指定有形文化財） - 山尾家は、十市郡新堂村より移住したので「新堂屋」の屋号で、両替商を営んでいた。「今井しんどやは大金持ちや 金の虫干し玄関までも」と言われるほど栄え、幕末には、町年寄を務めた。明治天皇今井行幸に随行した木戸孝允が投宿した。主屋、座敷、内蔵、隠居所、東蔵の5棟が奈良県指定有形文化財。
- 旧常福寺観音堂（市指定文化財） - 1613年（慶長18年）の建立。慶長18年7月16日癸丑の棟札残っている。1681年（天和元年）天台宗多武峯妙楽寺末に属して、本尊が十一面観世音菩薩である。橿原市今井町3丁目162 春日神社内にある。
- 旧常福寺表門（市指定文化財）
- 順明寺表門（市指定文化財） - 浄土真宗本願寺派の寺院で、1626年（寛永3年）第10世多田了恵が新賀庄より今井へ移ったとされ、「北の御堂」と呼ばれている。また庫裡西方には「上段の間」を付設した座敷も増設されており、1891年（明治24年）11月に英照皇太后が畝傍御陵参拝の際に宿泊し御座所になっている。

### その他の建物・案内所

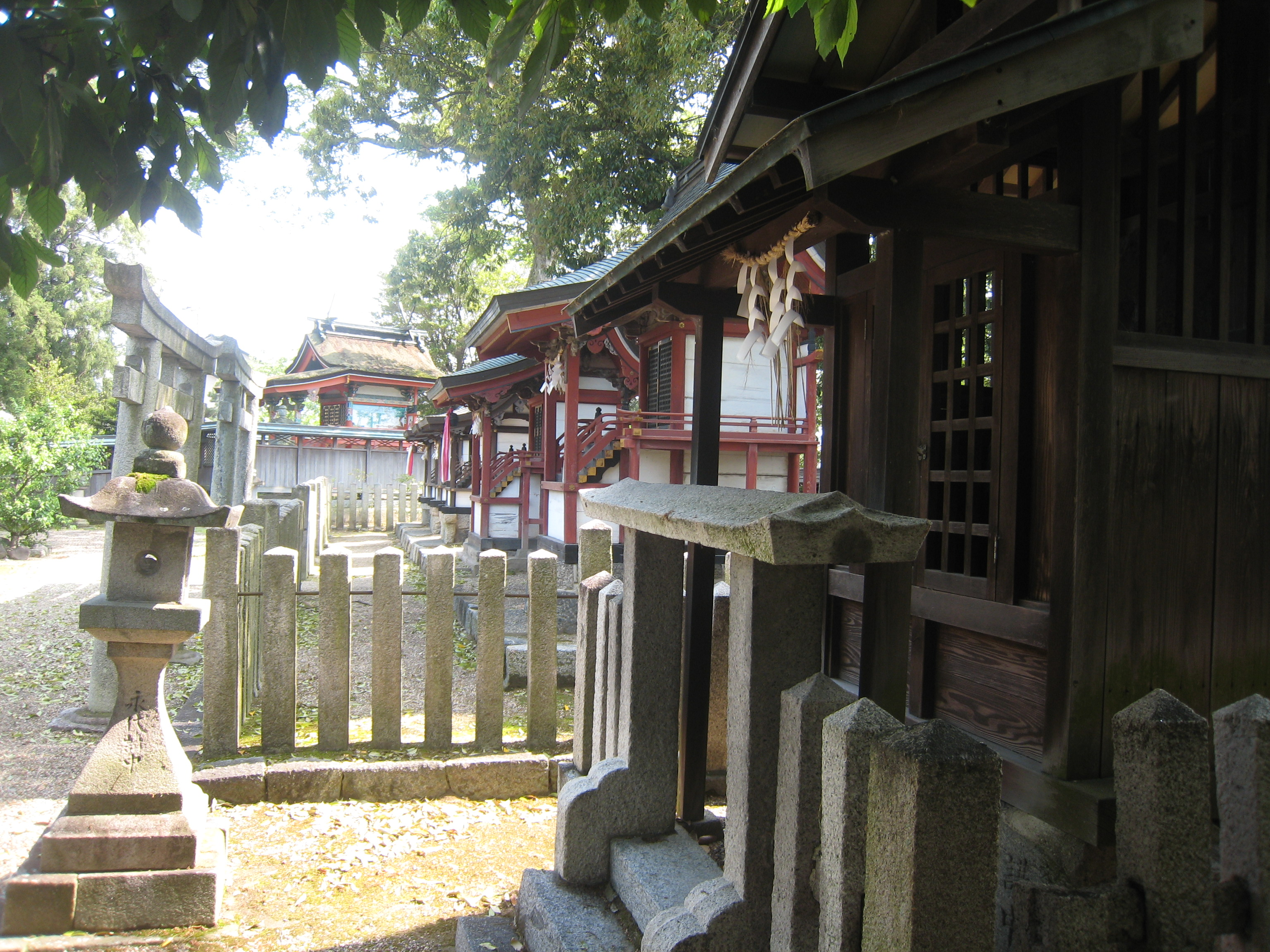
春日神社

- 春日神社 - 今西家の旧宅地で常福寺の鎮守のために創建された。創建年代は明らかでないが、現存の当社石灯籠中最古の狩野形石灯籠の銘に「慶安五壬辰年（1652年（承応元年））仲春吉日 春日大明神奉寄進石灯籠 願主和州高市郡今井東町」とあることからそれ以前に建っていたとみられる。その後、1735年（享保20年）に再建されたとみられる。境内には石灯籠を含めて49基が奉納されているが、慶安五年に続くものは今井中町と西町今西正利奉納の1653年（承応2年）仲冬吉日とあるもの、1654年（承応3年）五月吉辰日に今井東町尾崎源八と同南町尾崎七左衛門とが寄進した遺品。外に1661年（寛文元年）・1740年（元文5年）・享保（1716年～1736年）・明和（1764年～1772年）・安永（1772年～1781年）・享和（1801年～1804年）・文化（1804年～1818年）から明治に及ぶ。手水舎は1836年（天保7年）のもので、堺の商人たちが願主で、本殿前の狛犬は、大坂の商人の奉納であり、石灯籠などに堺や大坂の商人の名前を記すのは、今井町と堺・大坂商人との深い交易関係を示すのものと言える。例祭（産土宮祭うぶずなみやまつり）はもと旧暦9月25、26日であったが今はこの日に近い土・日曜日に行われる。戦前は宮元の西町はじめ南町、東町、北町、新町、今町、材木町など7町から地車（だんじり）が7台出て、広庭の各所所定の場に勢揃いし、今井町内を練りまわった。江戸時代初期の西町と南町のだんじりが2台あったが岸和田市に売却し、新調した。昭和の「宗教法人法による届出書」によると氏子850世帯、崇敬者4000人、境内地897坪官有地第一種と出ている。
- 紙半豊田記念館 - 町人文化が開花した元禄時代からほぼ1世紀が経過、江戸時代中期から後期へ向かう頃、今井町在住の豊田家の先祖、5代目・6代目紙屋半三郎は商才豊かな人物で、肥料販売を皮切りに時代の後押しもあって大和綿を取り扱い相当の財を成しました。（パンフレットより）開館時間：9：00～16：30。
- 中澤家住宅 - 豊臣秀吉の吉野花見の際に本陣に定められ、御茶屋と称された。
- 今井まちづくりセンター - 橿原市が耐震や採光、環境に優しい冷暖房装置などを考慮した町家の改修等のモデルハウスとして整備し、今井町町並み保存会の活動拠点となっている。月曜休館。
- 夢ら咲長屋（むらさきながや） - 橿原市来訪者案内書兼休憩所。
- 今井まちや館 - 本町筋の中央部にある18世紀初期の町家。保存復元工事の後、無料で一般公開している。月曜休館。
- 今井景観支援センター・今井町並保存整備事務所 - 旧東町の東北隅にある重要文化財旧米谷家の東隣に接続して建っている。1998年（平成10年）より橿原市の所有で、橿原市教育委員会今井町並保存事務所として街なみ環境整備や町並保存の事業を行っている。土、日、祝休。

### 公園・広場
- 今井都市緑化 - 今井町の西南隅で、一部に環濠が残る。
- 今井第二都市緑化 - 今井町の東南隅を緑化している。
- 今井児童公園 - 南側道路、公園の一部は今西家より寄贈を受け活用している。池の底に、100tの耐震性防火水槽と60tの貯水槽が埋設されている。今西家茶室があった。また、今西家南側には織田信長本陣跡があったが、第二次大戦の空襲による火事を回避するため取り壊した。
- 北環濠小公園 - 北口門跡にある。耐震性防火水槽を埋設。
- 旧西町生活広場 - 耐震性防火水槽を埋設。防災倉庫、休憩施設設置。
- 中町筋生活広場 - 耐震性防火水槽を埋設。防災倉庫、便所、休憩施設設置。
- 旧北町生活広場 - 耐震性防火水槽を埋設。防災倉庫、便所、休憩施設設置。
- 南町生活広場 - 耐震性防火水槽を埋設。旧南口門を復原整備された。

## 社寺
- 旧常福寺 - 天台宗多武峯妙楽寺末寺。恵比寿初市正月8日。観音会3月18日。役行者会6月7日。金毘羅会6月10日。天満宮祭6月25日。
- 称念寺 - 浄土真宗本願寺派の寺院。報恩講10月13日。
- 順明寺 - 浄土真宗本願寺派の寺院。報恩講11月8日より。
- 西光寺 - 浄土宗鎮西派の寺院。涅槃会2月15日。仏生会4月8日。弁財天祭旧暦10月亥の日。
- 蓮妙寺 - 日蓮宗の寺院。仏生会4月8日。御命講10月13日。
- 春日神社 - 今井町の氏神で本殿は、境内の西南部に鎮座している。鬼門（東北方向）に向かって建ち、今井町を鎮守している。産土宮祭旧暦9月25、26日。
- 八幡神社 - 今井町の西北に鎮座している。現在当社境内社になっている稲荷神社のみの社地であった所へ境内に常福寺の鎮守春日神社の境内社であった八幡神社の神霊をこの地に勧請して祭られた。当社境内に銀杏の大木があり胴囲4mを数える。稲荷明神祭2月初午の日祭礼修業有り。八幡宮祭8月15日。

## 交通
- 近鉄橿原線 八木西口駅下車、南西へ徒歩。